# آغا بیگم زند
آغا بیگم (متولد ملایر) 
(درگذشته رجب ۱۲۱۸ قمری در تهران) دختر صیدمرادخان زند و همسر فتحعلی‌شاه قاجار بود.
مادر آغا بیگم دختر میرزا زین‌العابدین مرعشی بود. میرزا زین‌العابدین پسر میرزا محمدشفیع مرعشی (خواهرزاده شاه سلیمان دوم) و شهربانو بیگم (دختر شاه سلطان حسین صفوی) بود.
آغابیگم از ازدواج با فتحعلی‌شاه صاحب فرزندی نشد و در رجب ۱۲۱۸ قمری در تهران درگذشت و در قم به خاک سپرده شد.